# Loung Ung

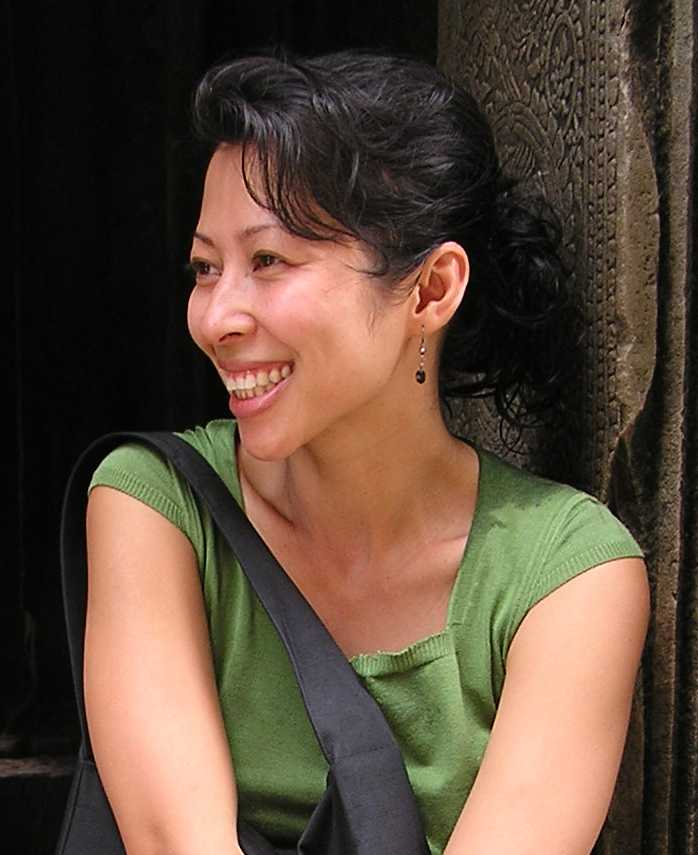
Loung Ung

Loung Ung (* 17. April 1970 in Phnom Penh) ist eine in Kambodscha geborene, US-amerikanische Menschenrechtsaktivistin, Schriftstellerin und Dozentin. Sie ist die nationale Sprecherin für die Kampagne für eine Landminen-freie Welt. Von 1997 bis 2003 war sie in gleicher Funktion für die International Campaign to Ban Landmines tätig.

## Leben
Loung Ung wurde 1970 in der kambodschanischen Hauptstadt Phnom Penh als Tochter von Seng Im Ung und Ay Choung Ung geboren. Sie war das sechste von sieben Kindern und das dritte von insgesamt vier Mädchen. Im Jahr 1975, als Ung fünf Jahre alt war, begannen die Roten Khmer die Kontrolle über Kambodscha zu übernehmen. Es folgten vier Jahre Völkermord unter der Führung von Pol Pot, von dem Tausende von Familien betroffen waren und während dessen zwei Millionen Kambodschaner getötet wurden. Unter den Opfern befanden sich auch Ungs Eltern und zwei ihrer Schwestern.
Im Alter von zehn Jahren konnte Ung aus Kambodscha fliehen und in die Vereinigten Staaten auswandern. Nach ihrer Emigration schrieb sie zwei Bücher über ihr Leben in der Zeit von 1975 bis 2003. Von 1997 bis 2003 war Loung als Sprecherin der International Campaign to Ban Landmines tätig, die von der Vietnam Veterans of America Foundation gestartet wurde. Heute ist Ung die nationale Sprecherin für die Kampagne für eine landminenfreie Welt und arbeitet in dieser Funktion eng mit dem UNHCR, dem UN-Flüchtlingshilfswerk zusammen.

## Buch
Im Jahr 2000 veröffentlichte Ung ihren autobiografischen Roman First They Killed My Father: A Daughter of Cambodia Remembers, der unter dem Titel Der weite Weg der Hoffnung im S. Fischer Verlag in einer deutschen Übersetzung veröffentlicht wurde. In ihren Memoiren beschreibt sie, wie im April 1975 Soldaten der Roten Khmer in die Hauptstadt Phnom Penh vorrückten, Völkermord an der Bevölkerung begingen und sie selbst zu einem elternlosen Flüchtling wurde. Loung musste sich anfänglich in einem Waisenlager zum Kindersoldaten ausbilden lassen, während ihre Brüder und Schwestern in Arbeitslagern verzweifelt um ihr Leben kämpften. Das Buch wurde zum Bestseller.

## Rezeption
Im Februar 2017 feierte der Film Der weite Weg der Hoffnung in den historischen Stätten von Angkor Wat in Siem Reap in Anwesenheit des Königs seine Premiere. Dieser basiert auf ihrem gleichnamigen Buch und wurde von Netflix gemeinsam mit Bophana Production produziert. Regie führte Angelina Jolie. Im September 2017 wurde der Film, an dessen Drehbuch Ung mitgearbeitet hatte, im Rahmen des Telluride Film Festivals vorgestellt.

## Auszeichnungen
Hollywood Film Award
- 2017: Auszeichnung mit dem Hollywood Foreign Language Film Award (Der weite Weg der Hoffnung, gemeinsam mit Angelina Jolie)[7]